# A paksi atomerőmű bővítése
A paksi atomerőmű bővítése Orbán Viktor magyar miniszterelnök és Vlagyimir Putyin orosz elnök által 2014. január 14-én aláírt együttműködési megállapodás Oroszország és Magyarország között az atomenergia békés célú felhasználásáról, mely magában foglalja két új atomerőművi blokk megépítését Pakson.
Az új atomerőművi kiépítés az 1982-től kezdve üzembe helyezett négy paksi 500 MW-os atomerőművi reaktorblokk mellett épül fel, első 1200 MW-os blokkjának eredetileg tervezett üzembe helyezési időpontja 2023. A későbbi információk szerint a két új, VVER-1200 teljesítményű, 3+ generációs atomerőművi blokk építése 2018-ban kezdődődött volna meg és azok 2025-ben, illetve 2026-ban kezdhették volna meg működésüket, ha a projekt nem csúszik még tovább.
Az osztrák Szövetségi Környezetvédelmi Ügynökség által felkért geológusok 2020 tavaszán megállapították, hogy a Paks II. telephelye földrengésbiztonsági okok miatt nem alkalmas az építkezésre. A kutatásban résztvevő Kurt Decker geológus kiemelte, hogy egy körülbelül 1 kilométer széles tektonikus törésvonal húzódik a meglévő erőmű alatt, és belenyúlik abba a területbe is, ahol Paks II-t építenék fel, emiatt reális a földrengés veszélye Paksnál.

## Az új paksi atomerőműről
A beruházás részleteiről közölték, hogy 2 darab AES-2006 típusú orosz gyártmányú reaktor kerül beépítésre, egyenként 1200 MW teljesítménnyel, melyek a jelenleg üzemelő 4 darab paksi blokk teljesítményének az 1,2-szeresét teszik ki.
A blokkok megépítésével tender nélkül a Roszatomot bízták meg.
A beruházás becsült költsége 12 milliárd euró (vagyis 2014. február közepi valuta árfolyamon megközelítőleg 3700-3800 milliárd forint, az elengedhetetlen csatlakozó beruházások – és a hulladékkezelésnek az építéssel összemérhető költségei – nélkül)
A beruházás finanszírozását tekintve, a projekt 80%-a, 10 milliárd euró, Oroszország által biztosított 30 éves futamidejű államközi hitel, melynek kamatlába 4-5% lesz. A projekt 20%-a, vagyis 2 milliárd euró magyar önerőből történik. Az új blokkok magyar állami tulajdonban lesznek.
Az Országgyűlés honlapján elérhető 2014. január 31-i törvényjavaslatból kiderül, hogy a kormány maximum 40%-os magyar beszállítói aránnyal, és 0,5%-os GDP növekedéssel számol az új atomerőművi bővítés kapcsán.
2014. február 18-án az MTA-n rendezett „Villamosenergia-ellátás Magyarországon a XXI. században” című konferencián Sólyom László volt köztársasági elnök komoly kritikával illette a kormányt az új paksi atomerőművi blokkok titkos körülmények között, sebtiben, szakmai és civil egyeztetések nélkül megkötött szerződésével kapcsolatban, és azt a hatalomgyakorlás hitelességi válságával címkézte.

### Törvénybe iktatás
2014. február 6-án az Országgyűlés, név szerinti szavazáson jóváhagyta a paksi atomerőmű bővítéséről szóló törvényt, melyet később Áder János köztársasági elnök február 10-én ratifikált is.
A kormánypárti képviselők mellett a Jobbik-frakció többsége is igennel szavazott, kivéve Gaudi-Nagy Tamást, aki nemmel voksolt. A Fideszből kilépett Ángyán József nemet mondott, csakúgy, mint az exjobbikos Endrésik Zsolt, a 2010 óta független Szili Katalin, valamint az a néhány LMP-s, akit nem zárt ki Kövér László házelnök, továbbá az a pár MSZP-s képviselő is nemmel voksolt, aki nem hagyta el a termet.
Nem volt jelen többek között a szavazáson:
- a megállapodást Moszkvában megkötő Orbán Viktor kormányfő
- a két miniszterelnök-helyettes, Semjén Zsolt és Navracsics Tibor
- Lázár János, a Miniszterelnökséget vezető államtitkár
- Varga Mihály nemzetgazdasági miniszter
- Illés Zoltán, a Vidékfejlesztési Minisztérium környezetvédelmi ügyekért felelős államtitkára – ő egy, a szavazás utáni nyilatkozatában valószínűnek tartotta, hogy az atomerőmű bővítése megvalósul, de a létesítmény üzemeltetésére már nem lesz szükség[14]
- a Demokratikus Koalíció képviselői, köztük Gyurcsány Ferenc volt miniszterelnök
- Mesterházy Attila, az MSZP miniszterelnök-jelöltje

### Előzmények
A Parlament 2009-ben 95%-os támogatottsággal fogadta el azt az előzetes elvi hozzájárulást, mely az atomenergiáról szóló 1996. évi CXVI. törvénnyel, és a 2008-2020 közötti időszakra vonatkozó energiapolitikáról szóló 40/2008. határozattal összhangban, a paksi atomerőmű telephelyén új blokk(ok) létesítését előkészítő tevékenység megkezdését hagyja jóvá.
Fülöp Sándor, a Jövő Nemzedékek volt országgyűlési biztosa szerint, több jogi ellentmondástól is szenvedett a bővítés előkészítése. Mindjárt az 1996. évi CXVI. törvény az atomenergiáról, tartalmaz egy ellentmondást, mely szerint a bővítés elvi megkezdéséhez járultak hozzá, melynek többértelműsége akár a beruházás elkezdését is megakadályozhatta volna.
2011 októberében 2030-ig szóló, 2050-ig kitekintést nyújtó Nemzeti Energiastratégia-ról hozott országgyűlési határozatot a parlament 225 igen, 103 nem szavazattal. A dokumentum az atomenergia korábbi kapacitásainak megőrzését támogatja, ennek ellenére a kormány lépései szerint a két új blokk együttes teljesítménye a régi blokkok kifutásától számítva is 20%-kal nagyobb lesz. Körülbelül fél évtizedig, amíg egyszerre működnek majd a régi és az új reaktorok, melyek együttesen 4400 MWe zsinóráramot fognak szolgáltatni a villamos energia rendszer számára, ami a Nemzeti Energiastratégiában deklarált célok 220%-a.

### Az új paksi atomerőmű energetikai szükségességéről
Stróbl Alajos, az Erőterv-Pöyry társaság főmérnöke úgy számolta, hogy a durván tízezer megawattnyi beépített villamos kapacitásból 2020-ra (forgatókönyvtől függően) 6-7 ezer megawattnyi marad meg. A kieső háromezer megawattból legalább másfélezer megawattnyit pótolni szükséges. Az ország áramimport-szaldója 2008 óta nő, 2013-ban az éves átlag elérheti a 27-28 százalékot is.
A magyar erőműpark jelentős mértékben kihasználatlan, ugyanis a megújuló – főként szél és nap – alapú áramtermelés bővülésével jelentősen csökkennek a nagykereskedelmi árak Európában, ezért mind kevésbé éri meg gáz- vagy szénerőművet üzemeltetni, illetve új erőműveket építeni hazánkban.
1990 óta az összes (nettó) villamosenergia-felhasználás 2008-at leszámítva stabilan nőtt. A villamosenergia-igényesség (a pénzegység értékű termék előállításához szükséges energia mennyisége), 1996 és 2006 között jelentősen csökkent, ezután stabilizálódott .
A Világbank adatai alapján a magyar gazdaság egységnyi hozzáadott gazdasági értékhez, Nagy-Britanniához képest 28%-kal, Svájccal szemben pedig 42%-kal használt fel több energiát 2012-ben, így az ország potenciáljai e téren jelentősek.
Számolni kell továbbá a nemzetközi és kormányzati energiahatékonyságban, a társadalom nagyobb fokú tudatosságában, és a magyarországi lakosság folyamatos fogyásában keresendő tényezőkkel is.

## A munkálatok előkészítése
A bővítésért felelős államtitkári megbízást Aszódi Attila kapta meg.
Később a beruházás jelentőségét kihangsúlyozva, a kormány a bővítési feladatok irányítása céljából egy külön miniszteri posztot hozott létre. A feladattal Süli Jánost,  Paks polgármesterét és a Paksi FC elnökét bízta meg, akit a kormányfő ajánlására, Áder János államfő az atomerőmű beruházásáért felelős miniszterré nevezett ki. Süli János korábban egy ideig az erőmű vezérigazgatója volt. A kinevezés érdekessége, hogy arra 2017. április 26-án, éppen a csernobili atomerőmű-katasztrófa 31. évfordulóján került sor. 2017 júniusában a beruházás lebonyolításában Aszódi Attila mellett még egy államtitkár, Becskeházi Attila kapott megbízást, akinek feladata elsősorban a beruházásban részt vevő vállalatokkal való kapcsolattartás lesz. Aszódi Attila ezentúl elsősorban szakmai, technikai jellegű problémákkal foglalkozik.
Az Euroshow kft. a Paks II. Atomerőmű Zártkörűen Működő Részvénytársaság. megbízásából (nettó) háromszáz millió forintos költséggel, 2017 nyarán országjáró kampányt indított, amelyben az ország különböző településein, valamint egyes – elsősorban fiatalok által látogatott – fesztiválokon népszerűsíti a beruházást.

## Visszásságok

### Titkosított adatok
A Nemzeti Fejlesztési Minisztérium nem adta ki az Energiaklub részére, illetve 10 évre titkosította azokat a beruházásról szóló közérdekű dokumentumokat, amelyekre az új paksi bővítésről megkötött megállapodást alapozták, így annak szükségszerűsége 2024-ig nem derülhet ki.
2014. február 7-én Szél Bernadett, az LMP társelnöke, bírósághoz fordulva beperelte a kormányt, hogy szolgáltassa ki Magyarország története legnagyobb beruházásának 10 évre titkosított szerződéseit.

### A Paks II. áramára
2014-ben a Pakson megtermelt villamosenergia ára ún. „aranyvég” (golden end) ár, amely azt jelenti, hogy az erőmű a tőkeköltségének visszafizetése után csak üzemi és karbantartási költségével vesz részt az árversenyben. 2013-ban így az atomenergia ára hazánkban 12 forint kilowattóránként (42 EUR/MWh), ami a hagyományos magyar áramtermelő egységek közül a legolcsóbb. Ugyanakkor egy új atomerőmű esetében, amelynek tőkeköltsége nem lett visszafizetve, ez az ár biztosan nem lesz tartható.
A Regionális Energiagazdasági Kutatóközpont (REKK) számításai szerint akkor nem termelne veszteséget a Paks II. Atomerőmű Zrt., ha hosszú távon az áram 32-33 forintba kerülne kilowattóránként, ami a 2013-as ár közel háromszorosa.
Orbán Viktor 2013. októberi indiai látogatásán azt nyilatkozta, hogy a 70%-ra emelt hazai atomenergia hatására, 4-5 év múlva nálunk lesz a legolcsóbb az áram az EU-ban.
Lázár János ugyanakkor 2014 januárjában azt nyilatkozta, hogy „a hitel ára nem épül be az áram árába, hanem azt a költségvetés fizeti vissza”. Tehát minden adófizető viselni fogja az új atomerőmű költségeinek és kamatainak terhét, függetlenül attól, mennyi energiát használt abból.

### Centralizált energiatermelés, függőség
A közel 2000 MWe teljesítményű Paksi Atomerőmű 2013-ban 50,7%-os részesedéssel járult hozzá az ország villamosenergia-termeléséhez. 2012-es statisztikák alapján, amikor még csak 45,9% volt ez a mutató, Magyarország már akkor is az 5. legnagyobb részarányban képviseltette magát az atomenergia termelésben a világ több mint 200 országa közül.
Az orosz AES-1200 atomerőműblokkot alapüzemre tervezték, ezért gyors teljesítményváltoztatásra alkalmatlan, így a hálózatra terhelt megújuló energia kapacitásokat a magyar villamosenergia-rendszer nem lesz képes kielégítő mértékben integrálni.

### Finanszírozási feltételek és kötelezettségek
A 12 milliárd eurós beruházásból 10 milliárd eurót 4-5%-os kamatozású devizahitel formájában vesz fel a kormány, melynek törlesztését 2023-tól vett 30 évig törlesztik az adófizetők. A maradék 20%-ot a magyar kormánynak kell biztosítania a projektre.
A 2014. január 31-én elfogadott 30 oldalas törvényjavaslatból, mely alapján megkezdődhet a paksi atomerőmű bővítésének előkészítése, kiderül, hogy az új paksi atomerőmű többletköltségeit a felek 80%-20% orosz-magyar arányában osztják meg egymás között.

### Alkotmányjogi aggályok

#### Államadósság
Az Magyarország alaptörvénye 37. cikk (3) bekezdése szerint, nem vállalhat a magyar állam olyan pénzügyi kötelezettséget, aminek eredményeként a GDP-arányos államadósság, a megelőző évhez képest növekedne. Nemcsak hitelt nem vehet fel a kormány, ha az ilyen eredményt hozna, de semmilyen ilyen hatású pénzügyi kötelezettséget sem viselhet. Ha mégis növekedne az államadósság, a kötelezettségvállalás, legyen az maga a hitelszerződés vagy az ahhoz kapcsolódó állami kezesség; semmis, mert jogszabályba ütközik. Ezt kikerülendő, a magyar kormány eldugná az adósságot, amelyet a majd 100% magyar állami tulajdonú MVM Zrt. venne fel, így ez a statisztikákban nem növelné az adósságunkat, tehát a fent említett alkotmányos jogszabályba sem ütközik.

#### Petíciós jog megsértése
Miután a Greenpeace petíciós felhívására sokan küldtek e-mailt parlamenti képviselőjüknek 2014. január végén az új paksi atomerőmű kapcsán, kiderült, hogy az Országgyűlés Hivatala a leveleket a petíciós weblap IP-címe alapján, majd tartalma alapján kiszűrte a levelezőrendszeréből, így az országgyűlési képviselők rövid ideig nem értesülhettek képviseltjeik kérelmével.

### Versenyellenes kormányzati támogatás
A magyar állam nemzetközi jogilag tiltott, versenyellenes forráscsoportosítását és garanciavállalását veti fel az új paksi atomerőmű szerződésének ügye, mely nagyon hasonlít a 2013-ban Nagy-Britannia és az EDF francia energetikai társaság által megkötött Hinkley Point atomerőmű szerződéséhez. Ezt a projektet vizsgálva, az Európai Bizottság versenyjogi szempontból kifogásolta, így nem valószínű, hogy az aláírt szerződés ellenére elindulhat az építkezés.

### Az atomhulladék sorsa
Magyarország 20 évre szóló szerződést kötött Oroszországgal, az új paksi atomerőmű nukleáris üzemanyagának folyamatos rendelkezésre állásával kapcsolatban, továbbá ugyanúgy 20 évre kötelezi az orosz felet a nukleáris fűtőelemek tárolására és azok esetleges reprocesszálására. A szerződött időn túl, minden nukleáris hulladék visszakerül Magyarország területére.

### Az engedélyezési eljárás
Az új paksi atomerőművi blokkok környezetvédelmi engedélyének kiadásakor, az engedélyért szakhatósághoz forduló vállalatot bízták meg, hogy az engedély kiállításához szükséges környezeti tanulmányt előállítsa. A környezetvédelmi engedélyt úgy adták meg, hogy nem adtak választ arra a kérdésre, hol és hogyan oldódik meg majd a sugárzó atomhulladék tárolásának problémája. A környezeti hatástanulmány radioaktív hulladékokról szóló fejezetének szerzője az MVM Zrt. csoport mérnökirodája. A hatástanulmányt az illetékes hatóság nézte át és ellenőrizte le: első fokon a Baranya, másodfokon a Pest megyei kormányhivatal. A kormányhivatal az MVM Zrt. tanulmányát megfelelőnek találta. A kiadott határozat szerint, a radioaktív hulladékokkal kapcsolatban semmilyen független, környezetvédelemben és atomenergiában jártas, kontrollt gyakorló szakértőt, szakhatóságot nem vontak be a vizsgálatba.